# Wacholderheide bei Waldfisch
Koordinaten: 50° 51′ 52″ N, 10° 16′ 38″ O

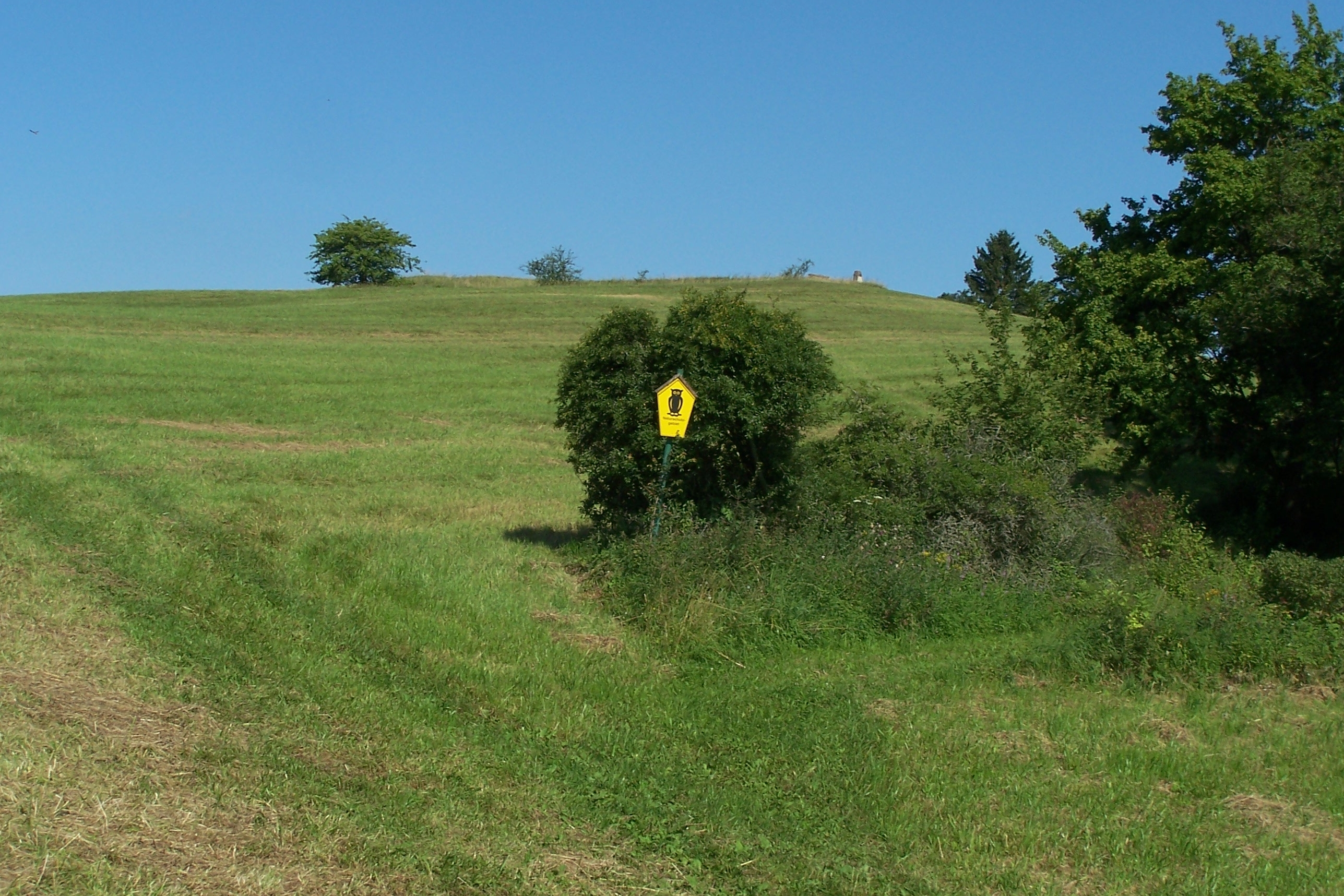
Naturschutzgebiet Wacholderheide bei Waldfisch (August 2012)

Das Naturschutzgebiet Wacholderheide bei Waldfisch liegt in der Kreisstadt Bad Salzungen im Wartburgkreis in Thüringen. Es erstreckt sich nordwestlich von Waldfisch und nordöstlich von Möhra. Östlich des Gebietes verläuft die B 19, südlich die Landesstraße L 1023 und westlich die L 2895.

## Bedeutung
Das 32,5 ha große Gebiet mit der NSG-Nr. 143 wurde im Jahr 1995 unter Naturschutz gestellt.